# جوردن يونغ
جوردن يونغ (بالإنجليزية: Jordan Young)‏ هو لاعب كرة قدم بريطاني في مركز الوسط، ولد في 31 يوليو 1999 في تشبنهام في المملكة المتحدة. لعب مع سويندون تاون.

## وصلات خارجية
- جوردن يونغ على موقع قاعدة بيانات كرة القدم.إي يو (الإنجليزية)
- جوردن يونغ على موقع Soccerbase.com (لاعب) (الإنجليزية)
- جوردن يونغ على موقع Soccerway.com (الإنجليزية)